# Лилит (альбом)
«Лилит» — пятый альбом Бориса Гребенщикова (БГ).
Борис Гребенщиков об альбоме:
В этом альбоме рекордное для меня количество посвящений любимой женщине, и соответственно Великой Богине. О сакральности женщины этот альбом, и все песни либо напрямую об этом, либо о том, что происходит, когда нет женщины.
(Из интервью БГ «Радио Свобода». 17 декабря 1997.)

## История создания
Идея записи альбома возникла после роспуска 2-го состава «Аквариума» — на следующий же день после заключительного концерта группы Гребенщиков полностью изменил имидж: постригся налысо и надел тёмные очки с толстыми стёклами. Музыканты «Аквариума» занялись сольными проектами. Аккордеонист Сергей Щураков записывал дебютный альбом с собственной группой «Вермишель Оркестра». Флейтист Олег Сакмаров вместе с Ильёй Кормильцевым основал трип-хоповый дуэт «Чужие». Гитарист Алексей Зубарев писал музыку к спектаклям, делал инструментальные каверы песен «Аквариума» (альбом «Рапсодия для воды») и выпустил альбом «Тайные записки международного лейтенанта».
Во время последних гастролей этого состава «Аквариума» Гребенщиков написал ряд новых песен: «Из Калинина в Тверь», «Если бы не ты», «На её стороне», «Некоторые женятся…». Песни «4D» и «Болота Невы» были написаны как-то в Москве за одно утро. В августе 1997 года БГ оказывается в Нью-Йорке по приглашению своего друга Дмитрия Стрижова. Стрижов, находясь под впечатлением от новых песен Гребенщикова, тут же предлагает ему записать их в Америке с музыкантами легендарной группы «The Band» (В 1960-70-х годах выпустившие ряд классических альбомов и работавших с Бобом Диланом). Для того, чтобы оплатить запись альбома, Стрижов продал часть своих картин и вложил в запись крупный аванс за выпуск грядущей монографии.
Ранним утром 20 августа 1997 года Гребенщиков с Кеем погрузились в машину и поехали в Вудсток в место дислокации «The Band». Для записи альбома была снята «Bearsville Studio», построенная в 1970 году менеджером Боба Дилана Альбертом Гроссманом. Запись началась без раскачки. БГ с американскими музыкантами познакомились, расселись по звукоизоляционным кабинкам и начали пробовать песню за песней. В первую сессию было записано 4 песни: «Хилый закос под любовь», «Там, где взойдёт Луна», «Некоторые женятся» и «Из Калинина в Тверь». В течение первого этапа записи басист «The Band» Рик Дэнко выбыл из состава играющих музыкантов из-за увлечения героином. Но быстро был найден басист Боба Дилана Харви Брукс, который сотрудничал с Хендриксом и Майлзом Дэвисом. В результате музыкальное оформление первых песен, записанных для альбома, стало простым, драйвовым и энергичным.
Альбом дописывался спустя пару месяцев после первой сессии, причём зафиксированные ранее «Хилый закос…» и «Из Калинина в Тверь» БГ решил переписать в других аранжировках. Поселившись в старинном доме возле другой уже студии «Dreamland», Гребенщиков написал блюз «Мой друг доктор», который тут же был записан дуэтом с гитаристом Джимми Вейдером. В Нью-Йоркских кофейнях БГ дописал ещё две композиции — «Тень» и «По дороге в Дамаск». Последняя посвящена памяти русского богослова о. Георгия Зяблицева, трагически погибшего незадолго до начала записи.
Когда альбом был готов, Гребенщиков со Стрижовым сделали две версии — русскую и американскую, которые несколько отличались друг от друга. По взаимной договорённости в русскую версию не вошла песня «Последний день августа», в американскую — «Капитан Белый Снег». В России, где нужно было играть песни с нового альбома, к Гребенщикову после юбилейных концертов к 25-летию «Аквариума» присоединился гитарист Александр Ляпин. Вскоре для наполненности звука был привлечён скрипач Андрей Суротдинов, а после и Олег Шар. Это стало началом новой эры «Аквариума».

## Участники записи
- БГ — акустическая гитара, гармошка, голос

+ The Band:
- Garth Hudson — орган Хаммонда B-3, аккордеон
- Rick Danko — Бас-гитара, «tuba» бас (9)
- Jim Weider — el. guitar
- Randy Ciarlante — ударные, congas, percussion

+
- Harvey Brooks — bass
- Benny Kay — фортепиано, орган, электро-пианино, аранжировки (9)
- Terry Waldo — аранжировки
- Peter Ecklund — trumpet (труба)
- Orange Kellin — clarinet (кларнет)
- Joel Helleny — trombone (тромбон)
- Jeff Kievit — trumpet & section arrangement (3)
- Bob Hoffnar — педальная слайд-гитара (13)
- Nick Caiano — miscellaneous percussion, слайд-гитара

## Список композиций

### Лилит (российская версия альбома)
Автор музыки и слов во всех песнях — Борис Гребенщиков.
1. Если бы не ты (3:11)
2. Из Калинина в Тверь (4:08)
3. Дарья Дарья (4:13)
4. Болота Невы (4:04)
5. На её стороне (4:51)
6. Тень (6:43)
7. Там, где взойдёт Луна (3:46)
8. Мой друг доктор (4:46)
9. Хилый закос под любовь (3:26)
10. Тяжёлый рок (4:41)
11. Некоторые женятся (а некоторые — так) (3:31)
12. Капитан Белый Снег (3:51)
13. По дороге в Дамаск (4:27)

#### Бонус-трек
Присутствует на диске «Антология — XIX. Лилит»
1. 4D (Последний день августа) (4:26)

### Lilith (Black Moon) (американская версия альбома)

Обложка американской версии альбома

1. Последний день августа/4D (Last day of august) (4:27)
2. Из Калинина в Тверь/On the way from Kalinin to Tver (4:11)
3. Тяжёлый рок/Heavy doom (4:43)
4. Дело было в Казани/It happened in Kazan (4:48)
5. Если бы не ты/If not for you (3:05)
6. Болота Невы/Swamps of Neva (4:03)
7. Дарья Дарья/Darya Darya (4:11)
8. Мой друг доктор/Doctor (4:44)
9. Некоторые женятся (а некоторые — так)/Some mary (3:32)
10. Там, где взойдёт Луна/Where the moon rises (3:39)
11. Хилый закос под любовь/Pale imitation of love (3:22)
12. Откуда я знаю тебя/How do I know you (Paranoia) (6:44)
13. По дороге в Дамаск/Road to Damascus (4:18)

## Переиздания
- 2003 год — альбом (российская версия) переиздан в рамках проекта «Антология». В этом издании добавлен бонус-трек.

Обложка сингла «Некоторые женятся (А некоторые — так)»

## Факты
- Обложка к альбому — фотография с концерта в «Korova Milk Bar», Нью-Йорк 2 октября 1997 года. (По воспоминаниям очевидца этого концерта, после песни «Тень» Гребенщиков сделал паузу и сказал собравшимся у сцены фотографам, что если кому-нибудь из них удастся сделать хороший снимок его с «двумя барышнями» — гитарой и манекеном на заднем плане, то этот снимок пойдёт на обложку альбома[3].
- Вероятно, песня «4D (Последний День Августа)» посвящена принцессе Диане. Такой вывод можно сделать на основе анализа названия (4D можно расшифровать как For Diana (с англ. — «Для Дианы»), последний день августа — день, в который Диана погибла в автокатастрофе — 31 августа 1997 года) и текста песни.
- В том же 1997 году к альбому был выпущен сингл «Некоторые женятся (А некоторые — так)» с песнями:

1. Некоторые женятся (А некоторые — так) (3:33)
2. Хилый закос под любовь (3:22)
3. 4D (Последний день августа) (4:26)

Обложка сингла также является фотографией с вышеописанного концерта.